# Chironomus sellatus
Chironomus sellatus är en tvåvingeart som först beskrevs av Johann Wilhelm Meigen 1830.  Chironomus sellatus ingår i släktet Chironomus och familjen fjädermyggor. Inga underarter finns listade i Catalogue of Life.